# Heissocteus ernsti
Heissocteus ernsti – gatunek pluskwiaków z rodziny ziemikowatych i podrodziny Cephalocteinae, jedyny z monotypowego rodzaju Heissocteus.

## Taksonomia
Gatunek i rodzaj opisane zostały po raz pierwszy w 2006 roku przez Jerzego Adriana Lisa na łamach „Denisia”. Jako miejsce typowe wskazano Chunga Camp w Parku Narodowym Kafue w Zambii. Nazwę rodzajową i epitet gatunkowy nadano na cześć Ernsta Heissa.

## Morfologia
Pluskwiak o ciele długości około 4 mm i szerokości około 2,5 mm, z wierzchu wypukłym, błyszczącym, wyraźnie punktowanym. Głowa jest szersza niż dłuższa, czarniawobrązowa z brązowymi, pięcioczłonowymi, krótkimi czułkami, rudobrązowymi, małymi i wąskimi oczami złożonymi oraz rudobrązowymi przyoczkami. Trapezowate, szersze niż dłuższe przedplecze jest kasztanowe z czarniawymi brzegami, wzdłuż krawędzi bocznych zaopatrzone w szeregi długich, włosowatych szczecinek. Tarczka jest szeroka z językowatym wierzchołkiem, wzdłuż przednio-bocznych brzegów porośnięta długimi, włosowatymi szczecinkami. Półpokrywy mają równomiernie punktowane przykrywki, po dwa szeregi równoległych do szwu punktów na mezokoriach, po dwa szeregi punktów na międzykrywkach oraz pasmo chetoporów z długimi, włosowatymi szczecinkami na egzokoriach. Półprzezroczysta, jasnobrązowa zakrywka osiąga wierzchołek odwłoka. Przednie odnóża mają spłaszczone, ku szczytowi rozszerzone golenie z długimi kolcami na krawędzi zewnętrznej, krótszymi kolcami na krawędzi wewnętrznej oraz włosowatymi szczecinkami na powierzchniach grzbietowych i brzusznych. Środkowej i tylnej pary golenie również są ku szczytowi rozszerzone, na brzusznej powierzchni zaopatrzone w liczne, długie i tęgie kolce, a na grzbietowej we włosowate szczecinki. Stopy osadzone są na goleniach przedwierzchołkowo. Odwłok cechują sternity od trzeciego do siódmego zaopatrzone w po dwa trichobotria, z których duże leży przednio-brzusznie względem przetchlinki, a małe z tyłu od przetchlinki.

## Rozprzestrzenienie
Gatunek afrotropikalny, znany tylko z miejsca typowego w Zambii.